# Trivento
Trivento é uma comuna italiana da região do Molise, província de Campobasso, com cerca de 5.313 habitantes. Estende-se por uma área de 73 km², tendo uma densidade populacional de 73 hab/km². Faz fronteira com Castelguidone (CH), Castelmauro, Civitacampomarano, Lucito, Roccavivara, Salcito, San Biase, Sant'Angelo Limosano, Schiavi di Abruzzo (CH).

## Demografia
| Variação demográfica do município entre 1861 e 2011                               |
|                                                                                   |
| Fonte: Istituto Nazionale di Statistica (ISTAT) - Elaboração gráfica da Wikipedia |